# Mittleres logarithmisches Energiedekrement
Das mittlere logarithmische Energiedekrement oder der mittlere logarithmische Energieverlust {\displaystyle \xi } ist eine Rechengröße der Reaktorphysik. Sie gibt den Logarithmus des mittleren Energieverlustes eines Neutrons beim Stoß mit einem Atomkern der Moderatorsubstanz an:
{\displaystyle \xi =\ln {\overline {\frac {E_{1}}{E_{2}}}}.}
Dabei ist {\displaystyle E_{1}} die Energie des Neutrons vor und {\displaystyle E_{2}} die Energie nach dem Stoß. 
{\displaystyle \xi } ist eine Materialkonstante des Moderators. Bezeichnet A die Massenzahl des Moderators, lässt sich {\displaystyle \xi } mit Hilfe der Abkürzung {\displaystyle \alpha ={\frac {(A-1)^{2}}{(A+1)^{2}}}} schreiben als
{\displaystyle \xi =1+{\frac {\alpha }{1-\alpha }}\ln \alpha .}
Für reinen Wasserstoff ist {\displaystyle \xi =1}. Ein Neutron, dessen kinetische Energie groß im Vergleich zu der eines Moderatoratoms ist, verringert daher beim Stoß mit diesem seine Energie im Durchschnitt auf ein e-tel der ursprünglichen Energie.
{\displaystyle \xi } sinkt mit steigender Massenzahl. Dies erklärt die zunehmende Anzahl an Stößen, die in schwereren Moderatormaterialien zum Erreichen der thermischen Energie nötig ist. Unter Berücksichtigung einer gewissen Absorptionswahrscheinlichkeit je Stoß ist es deshalb günstiger, als Moderatorsubstanz ein leichtes Element zu wählen.
Die folgende Tabelle gibt das mittlere logarithmische Energiedekrement verschiedener Materialien wieder und damit Auskunft über die durchschnittliche Anzahl der Stöße, die notwendig ist, um ein durch Kernspaltung entstandenes Neutron auf thermische Energie abzubremsen.
|                                       | Wasserstoff | Deuterium | Beryllium | Kohlenstoff | Sauerstoff | Uran   |
| ------------------------------------- | ----------- | --------- | --------- | ----------- | ---------- | ------ |
| Masse des Kerns in u                  | 1           | 2         | 9         | 12          | 16         | 238    |
| Energiedekrement {\displaystyle \xi } | 1           | 0,7261    | 0,2078    | 0,1589      | 0,1209     | 0,0084 |
| Anzahl der Stöße                      | 18          | 25        | 86        | 114         | 150        | 2172   |